# Ronda Élite a la Eurocopa Sub-17 2010
La Ronda Élite a la Eurocopa Sub-17 2010 fue la segunda ronda de clasificación para el torneo final del Campeonato Europeo Sub-17 de la UEFA 2010. La ronda Elite se jugó entre el 17 de marzo y el 1 de abril de 2010. Los 28 equipos que avanzaron desde la Primera Ronda Eliminatoria se distribuyeron en siete grupos de cuatro equipos cada uno, y cada grupo se disputó en un formato de todos contra todos, con uno de los cuatro equipos organizando los seis juegos de grupo. Los siete equipos ganadores de grupo clasificaron automáticamente para el torneo final en Liechtenstein. La nación anfitriona tenía garantizado uno de los ocho lugares del torneo final, pero dado que Liechtenstein se retiró, los ocho equipos que clasificaron fueron elegidos entre los equipos en segundo lugar con el mejor récord contra los equipos en primer y tercer lugar de su grupo.

## Formato
Cada equipo se colocó en uno de los cuatro bombos de sorteo, de acuerdo con los resultados de la ronda de clasificación. Los siete equipos con los mejores registros se colocaron en el Bombo A, y así sucesivamente hasta el Bombo D, que contenía los siete equipos con los registros más débiles.

## Sorteo
Durante el sorteo, cada grupo se llenó con un equipo de cada bombo, con la única restricción de que los equipos que jugaron entre sí en la primera ronda de clasificación no podían ser sorteados en el mismo grupo nuevamente. El sorteo se realizó el 7 de diciembre de 2009.

### Bombos
| Bombo A                                                            | Bombo B                                                     | Bombo C                                                             | Bombo D                                                        |
| ------------------------------------------------------------------ | ----------------------------------------------------------- | ------------------------------------------------------------------- | -------------------------------------------------------------- |
| Inglaterra España República Checa Hungría Austria Francia Portugal | Gales Croacia Irlanda Polonia Suiza Países Bajos Eslovaquia | Irlanda del Norte Finlandia Rumania Turquía Alemania Georgia Suecia | Grecia Ucrania Bélgica Noruega 2004 Malta Bosnia y Herzegovina |

## Resultados

### Grupo 1
Sede: República Checa.
| Equipo              | Pts | PJ | PG | PE | PP | GF | GC | Dif |
| ------------------- | --- | -- | -- | -- | -- | -- | -- | --- |
| República Checa (H) | 6   | 3  | 2  | 0  | 1  | 3  | 2  | +1  |
| Países Bajos        | 6   | 3  | 2  | 0  | 1  | 4  | 2  | +2  |
| Georgia             | 4   | 3  | 1  | 1  | 1  | 4  | 4  | 0   |
| Ucrania             | 1   | 3  | 0  | 1  | 2  | 3  | 6  | -3  |

| 25 de marzo de 2010 | República Checa | 0:1 (0:1) | Georgia             | Na Slajsi, Lanžhot         |                            |
| 15:00 (CET)         |                 | Reporte   | - 40+1' Qazaishvili | Árbitro(s): Oliver Drachta | Árbitro(s): Oliver Drachta |

| 25 de marzo de 2010 | Países Bajos                | 2:0 (1:0) | Ucrania | Baník Ratíškovice, Ratíškovice |                                |
| 15:00 (CET)         | - Locadia 7' - Klaassen 63' | Reporte   |         | Árbitro(s): Thorvaldur Árnason | Árbitro(s): Thorvaldur Árnason |

| 27 de marzo de 2010 | República Checa              | 2:1 (1:0) | Ucrania      | FC Kyjov, Kyjov         |                         |
| 15:00 (CET)         | - Hurka 15' - Twardzik 80+1' | Reporte   | - 64' Khamid | Árbitro(s): Elmir Pilav | Árbitro(s): Elmir Pilav |

| 27 de marzo de 2010 | Georgia         | 1:2 (1:1) | Países Bajos             | Mestsky sportovni klub Breclav, Břeclav |                                |
| 15:00 (CET)         | - Chanturia 16' | Reporte   | - 4' Maher - 69' Locadia | Árbitro(s): Thorvaldur Árnason          | Árbitro(s): Thorvaldur Árnason |

| 30 de marzo de 2010 | Países Bajos | 0:1 (0:1) | República Checa | Mestsky sportovni klub Breclav, Břeclav |                            |
| 16:00 (CET)         |              | Reporte   | - 16' Hurka     | Árbitro(s): Oliver Drachta              | Árbitro(s): Oliver Drachta |

| 30 de marzo de 2010 | Ucrania                            | 2:2 (0:0) | Georgia                       | Na Slajsi, Lanžhot      |                         |
| 16:00 (CET)         | - Khamid 63' - Lukanyuk 71' (pen.) | Reporte   | - 45', 78' (pen.) Qazaishvili | Árbitro(s): Elmir Pilav | Árbitro(s): Elmir Pilav |

### Grupo 2
Sede: Bosnia y Herzegovina.
| Equipo                   | Pts | PJ | PG | PE | PP | GF | GC | Dif |
| ------------------------ | --- | -- | -- | -- | -- | -- | -- | --- |
| Portugal                 | 7   | 3  | 2  | 1  | 0  | 7  | 2  | +5  |
| Croacia                  | 6   | 3  | 2  | 0  | 1  | 5  | 3  | +2  |
| Bosnia y Herzegovina (H) | 2   | 3  | 0  | 2  | 1  | 5  | 6  | -1  |
| Rumania                  | 1   | 3  | 0  | 1  | 2  | 4  | 10 | -6  |

| 19 de marzo de 2010 | Portugal                                                                   | 4:1 (1:1) | Rumania        | Estadio Grbavica, Sarajevo, Bosnia y Herzegovina |                           |
| 15:00 (CET)         | - João Mário 24' (pen.) - Tobias Figueiredo 32' - Betinho 43' - Tozé 80+2' | Reporte   | - 26' Vătăjelu | Árbitro(s): Ilias Spathas                        | Árbitro(s): Ilias Spathas |

| 19 de marzo de 2010 | Croacia                             | 2:1 (1:0) | Bosnia y Herzegovina | Estadio Asim Ferhatović Hase, Sarajevo, Bosnia y Herzegovina |                                   |
| 15:00 (CET)         | - Aleksić 33' - Kukavica 65' (a.g.) | Reporte   | - 51' Ćemalović      | Árbitro(s): Davit Kharitonashvili                            | Árbitro(s): Davit Kharitonashvili |

| 21 de marzo de 2010 | Portugal    | 1:1 (1:1) | Bosnia y Herzegovina | Estadio Asim Ferhatović Hase, Sarajevo, Bosnia y Herzegovina |                                   |
| 15:00 (CET)         | - Bruma 19' | Reporte   | - 13' Kukavica       | Árbitro(s): Davit Kharitonashvili                            | Árbitro(s): Davit Kharitonashvili |

| 21 de marzo de 2010 | Rumania | 0:3 (0:3) | Croacia                               | Estadio Grbavica, Sarajevo, Bosnia y Herzegovina |                         |
| 15:00 (CET)         |         | Reporte   | - 9' Livaja - 14' Ivančić - 30' Džoni | Árbitro(s): Jan Valasek                          | Árbitro(s): Jan Valasek |

| 24 de marzo de 2010 | Croacia | 0:2 (0:0) | Portugal                                    | Estadio Asim Ferhatović Hase, Sarajevo, Bosnia y Herzegovina |                           |
| 15:00 (CET)         |         | Reporte   | - 57' Ricardo Esgaio - 80+1' Ivan Cavaleiro | Árbitro(s): Ilias Spathas                                    | Árbitro(s): Ilias Spathas |

| 24 de marzo de 2010 | Bosnia y Herzegovina              | 3:3 (2:1) | Rumania                       | Estadio Grbavica, Sarajevo, Bosnia y Herzegovina |                         |
| 15:00 (CET)         | - Sivišić 1' - Ćemalović 12', 45' | Reporte   | - 39', 66' Băluță - 80' Gavra | Árbitro(s): Jan Valasek                          | Árbitro(s): Jan Valasek |

### Grupo 3
Sede: Grecia .
| Equipo     | Pts | PJ | PG | PE | PP | GF | GC | Dif |
| ---------- | --- | -- | -- | -- | -- | -- | -- | --- |
| Grecia (H) | 7   | 3  | 2  | 1  | 0  | 7  | 3  | +4  |
| Irlanda    | 6   | 3  | 2  | 0  | 1  | 4  | 3  | +1  |
| Austria    | 2   | 3  | 0  | 2  | 1  | 5  | 8  | -3  |
| Finlandia  | 1   | 3  | 0  | 1  | 2  | 4  | 6  | -2  |

| 19 de marzo de 2010 | Irlanda | 0:3 (0:0) | Grecia                               | Estadio Municipal, Kato Achaia, Grecia |                            |
| 10:30 (CET)         |         | Reporte   | - 57', 70' Katidis - 79' Diamantakos | Árbitro(s): Dawid Piasecki             | Árbitro(s): Dawid Piasecki |

| 19 de marzo de 2010 | Austria                                                   | 3:3 (1:2) | Finlandia                                 | Estadio Pampeloponnisiako, Patras, Grecia |                           |
| 14:00 (CET)         | - Burušić 16' - Holzhauser 68' (pen.) - Traunmüller 80+1' | Reporte   | - 8' Mäkelä - 28' Paananen - 42' Väyrynen | Árbitro(s): Anar Salmanov                 | Árbitro(s): Anar Salmanov |

| 21 de marzo de 2010 | Austria           | 2:2 (2:1) | Grecia                            | Estadio Municipal, Kato Achaia, Grecia |                                  |
| 10:30 (CET)         | - Burušić 8', 33' | Reporte   | - 4' Rougalas - 80+4' Diamantakos | Árbitro(s): Sébastien Delferière       | Árbitro(s): Sébastien Delferière |

| 21 de marzo de 2010 | Finlandia | 0:1 (0:0) | Irlanda      | Estadio Pampeloponnisiako, Patras, Grecia |                           |
| 14:00 (CET)         |           | Reporte   | - 54' Knight | Árbitro(s): Anar Salmanov                 | Árbitro(s): Anar Salmanov |

| 24 de marzo de 2010 | Irlanda                         | 3:0 (1:0) | Austria | Estadio Pampeloponnisiako, Patras, Grecia |                                  |
| 10:30 (CET)         | - O'Brien 20', 72' - Knight 44' | Reporte   |         | Árbitro(s): Sébastien Delferière          | Árbitro(s): Sébastien Delferière |

| 24 de marzo de 2010 | Grecia                 | 2:1 (0:0) | Finlandia      | Estadio Kostas Davourlis, Patras, Grecia |                            |
| 10:30 (CET)         | - Diamantakos 72', 79' | Reporte   | - 48' Väyrynen | Árbitro(s): Dawid Piasecki               | Árbitro(s): Dawid Piasecki |

### Grupo 4
Sede: Irlanda del Norte.
| Equipo                | Pts | PJ | PG | PE | PP | GF | GC | Dif |
| --------------------- | --- | -- | -- | -- | -- | -- | -- | --- |
| España                | 6   | 3  | 2  | 0  | 1  | 6  | 1  | +5  |
| Bélgica               | 6   | 3  | 2  | 0  | 1  | 3  | 1  | +2  |
| Irlanda del Norte (H) | 6   | 3  | 2  | 0  | 1  | 2  | 4  | -2  |
| Polonia               | 0   | 3  | 0  | 0  | 3  | 0  | 5  | -5  |

| 17 de marzo de 2010 | Polonia | 0:2 (0:1) | Bélgica                          | Shamrock Park, Portadown, Irlanda del Norte |                           |
| 16:00 (CET)         |         | Reporte   | - 17' Lallemand - 66' Arslanagić | Árbitro(s): Antti Munukka                   | Árbitro(s): Antti Munukka |

| 17 de marzo de 2010 | España                               | 4:0 (0:0) | Irlanda del Norte | The Showgrounds, Coleraine, Irlanda del Norte |                         |
| 20:30 (CET)         | - Juanmi 43', 75' - Alcácer 69', 77' | Reporte   |                   | Árbitro(s): Ionut Avram                       | Árbitro(s): Ionut Avram |

| 19 de marzo de 2010 | España | 0:1 (0:0) | Bélgica     | Mourneview Park, Lurgan, Irlanda del Norte |                             |
| 16:00 (CET)         |        | Reporte   | - 63' Raman | Árbitro(s): Alan Mario Sant                | Árbitro(s): Alan Mario Sant |

| 19 de marzo de 2010 | Irlanda del Norte | 1:0 (0:0) | Polonia | The Oval, Belfast, Irlanda del Norte |                         |
| 20:30 (CET)         | - Ball 70'        | Reporte   |         | Árbitro(s): Ionut Avram              | Árbitro(s): Ionut Avram |

| 22 de marzo de 2010 | Polonia | 0:2 (0:1) | España                   | The Showgrounds, Coleraine, Irlanda del Norte |                           |
| 20:30 (CET)         |         | Reporte   | - 3', 79' (pen.) Alcácer | Árbitro(s): Antti Munukka                     | Árbitro(s): Antti Munukka |

| 22 de marzo de 2010 | Bélgica | 0:1 (0:0) | Irlanda del Norte | Mourneview Park, Lurgan, Irlanda del Norte |                             |
| 20:30 (CET)         |         | Reporte   | - 43' McAlinden   | Árbitro(s): Alan Mario Sant                | Árbitro(s): Alan Mario Sant |

### Grupo 5
Sede: Francia.
| Equipo      | Pts | PJ | PG | PE | PP | GF | GC | Dif |
| ----------- | --- | -- | -- | -- | -- | -- | -- | --- |
| Turquía     | 7   | 3  | 2  | 1  | 0  | 4  | 1  | +3  |
| Francia (H) | 6   | 3  | 2  | 0  | 1  | 5  | 1  | +4  |
| Gales       | 2   | 3  | 0  | 2  | 1  | 1  | 5  | -4  |
| Noruega     | 1   | 3  | 0  | 1  | 2  | 0  | 3  | -3  |

| 26 de marzo de 2010 | Gales | 0:0     | Noruega | Stade François Parco, La Rochelle, Francia |                           |
| 18:00 (CET)         |       | Reporte |         | Árbitro(s): Artyom Kuchin                  | Árbitro(s): Artyom Kuchin |

| 26 de marzo de 2010 | Francia | 0:1 (0:1) | Turquía      | Complexe Sportif, Périgny, Francia |                           |
| 20:00 (CET)         |         | Reporte   | - 34' Derici | Árbitro(s): Steven McLean          | Árbitro(s): Steven McLean |

| 28 de marzo de 2010 | Turquía      | 1:1 (0:0) | Gales       | Stade François Parco, La Rochelle, Francia |                           |
| 17:00 (CET)         | - Derici 44' | Reporte   | - 57' March | Árbitro(s): Slavko Vinčić                  | Árbitro(s): Slavko Vinčić |

| 28 de marzo de 2010 | Francia       | 1:0 (0:0) | Noruega | Complexe Sportif, Périgny, Francia |                           |
| 19:00 (CET)         | - Deligny 75' | Reporte   |         | Árbitro(s): Steven McLean          | Árbitro(s): Steven McLean |

| 31 de marzo de 2010 | Gales | 0:4 (0:1) | Francia                            | Stade François Parco, La Rochelle, Francia |                           |
| 18:00 (CET)         |       | Reporte   | - 35' Koura - 52', 70', 71' Omrani | Árbitro(s): Artyom Kuchin                  | Árbitro(s): Artyom Kuchin |

| 31 de marzo de 2010 | Noruega | 0:2 (0:1) | Turquía                   | Complexe Sportif, Périgny, Francia |                           |
| 18:00 (CET)         |         | Reporte   | - 11' Yokuşlu - 44' Azğar | Árbitro(s): Slavko Vinčić          | Árbitro(s): Slavko Vinčić |

### Grupo 6
Sede: Suiza.
| Equipo    | Pts | PJ | PG | PE | PP | GF | GC | Dif |
| --------- | --- | -- | -- | -- | -- | -- | -- | --- |
| Suiza (H) | 6   | 3  | 2  | 0  | 1  | 5  | 3  | +2  |
| Alemania  | 6   | 3  | 2  | 0  | 1  | 5  | 2  | +3  |
| Serbia    | 4   | 3  | 1  | 1  | 1  | 3  | 5  | -2  |
| Hungría   | 1   | 3  | 0  | 1  | 2  | 1  | 4  | -3  |

| 25 de marzo de 2010 | Hungría | 0:1 (0:1) | Alemania          | Esp Stadium, Fislisbach, Suiza |                        |
| 19:30 (CET)         |         | Reporte   | - 17' (pen) Pusch | Árbitro(s): Eli Hacmon         | Árbitro(s): Eli Hacmon |

| 25 de marzo de 2010 | Suiza        | 1:2 (1:1) | Serbia              | Sportanlagen Trinermatten, Zofingen, Suiza |                             |
| 19:30 (CET)         | - Vuleta 10' | Reporte   | - 32', 60' Nastasić | Árbitro(s): Raymond Crangle                | Árbitro(s): Raymond Crangle |

| 27 de marzo de 2010 | Hungría | 0:0     | Serbia | Sportanlagen Trinermatten, Zofingen, Suiza |                           |
| 16:00 (CET)         |         | Reporte |        | Árbitro(s): Suren Baliyan                  | Árbitro(s): Suren Baliyan |

| 27 de marzo de 2010 | Alemania | 0:1 (0:0) | Suiza       | Stadion Brügglifeld, Aarau, Suiza |                        |
| 16:00 (CET)         |          | Reporte   | - 56' Savic | Árbitro(s): Eli Hacmon            | Árbitro(s): Eli Hacmon |

| 30 de marzo de 2010 | Suiza                         | 3:1 (2:0) | Hungría       | Esp Stadium, Fislisbach, Suiza |                           |
| 19:30 (CET)         | - Vuleta 16', 23' - Savic 43' | Reporte   | - 52' Adorján | Árbitro(s): Suren Baliyan      | Árbitro(s): Suren Baliyan |

| 30 de marzo de 2010 | Serbia            | 1:4 (1:3) | Alemania                                                | Stadion Brügglifeld, Aarau, Suiza |                             |
| 19:30 (CET)         | - Georgijević 35' | Reporte   | - 6' Kittel - 18' Parker - 30' Bittencourt - 55' Younes | Árbitro(s): Raymond Crangle       | Árbitro(s): Raymond Crangle |

### Grupo 7
Sede: Inglaterra.
| Equipo         | Pts | PJ | PG | PE | PP | GF | GC | Dif |
| -------------- | --- | -- | -- | -- | -- | -- | -- | --- |
| Inglaterra (H) | 9   | 3  | 3  | 0  | 0  | 11 | 0  | +11 |
| Suecia         | 6   | 3  | 2  | 0  | 1  | 7  | 4  | +3  |
| Eslovaquia     | 3   | 3  | 1  | 0  | 2  | 2  | 4  | -2  |
| Malta          | 0   | 3  | 0  | 0  | 3  | 0  | 12 | -12 |

| 27 de marzo de 2010 | Eslovaquia                 | 2:0 (0:0) | Malta | Pirelli Stadium, Burton upon Trent, Inglaterra |                           |
| 14:00 (CET)         | - Schranz 52' - Špilár 58' | Reporte   |       | Árbitro(s): Kristo Tohver                      | Árbitro(s): Kristo Tohver |

| 27 de marzo de 2010 | Inglaterra                                            | 4:0 (2:0) | Suecia | Sixfields Stadium, Northampton, Inglaterra |                                |
| 16:00 (CET)         | - Wickham 21' - Afobe 32' - Hall 73' - W. Keane 80+2' | Reporte   |        | Árbitro(s): Ioannis Anastasiou             | Árbitro(s): Ioannis Anastasiou |

| 29 de marzo de 2010 | Suecia                                 | 2:0 (1:0) | Eslovaquia | Sixfields Stadium,, Northampton, Inglaterra |                           |
| 16:00 (CET)         | - Ohlander 13' (pen.) - Söderqvist 55' | Reporte   |            | Árbitro(s): Kristo Tohver                   | Árbitro(s): Kristo Tohver |

| 29 de marzo de 2010 | Inglaterra                                                       | 5:0 (4:0) | Malta | Pirelli Stadium, Burton upon Trent, Inglaterra |                             |
| 20:00 (CET)         | - Aneke 20', 36' - W. Keane 30' - Afobe 38' - H. Kane 72' (pen.) | Reporte   |       | Árbitro(s): Igor Pristovnik                    | Árbitro(s): Igor Pristovnik |

| 1 de abril de 2010 | Eslovaquia | 0:2 (0:0) | Inglaterra                        | Sixfields Stadium, Northampton, Inglaterra |                             |
| 20:00 (CET)        |            | Reporte   | - Wickham 60' - H. Kane\|Kane 76' | Árbitro(s): Igor Pristovnik                | Árbitro(s): Igor Pristovnik |

| 1 de abril de 2010 | Malta | 0:5 (0:2) | Suecia                                               | Pirelli Stadium, Burton upon Trent, Inglaterra |                                |
| 20:00 (CET)        |       | Reporte   | - Azulay 24' - Magnusson 31', 51' - Törnros 68', 76' | Árbitro(s): Ioannis Anastasiou                 | Árbitro(s): Ioannis Anastasiou |

### Ranking de los segundos puestos
Al final de la ronda élite, se realizó una comparación entre los segundos clasificados de todos los grupos. El mejor segundo clasificado avanzó a la ronda final, sirviendo únicamente los resultados contra los primeros y terceros clasificados de cada grupo para clasificar a los equipos.
| Pos. | Grupo | Equipo       | PJ | PG | PE | PP | GF | GC | DG | Pts |
| ---- | ----- | ------------ | -- | -- | -- | -- | -- | -- | -- | --- |
| 1    | 5     | Francia      | 2  | 1  | 0  | 1  | 4  | 1  | +3 | 3   |
| 2    | 6     | Alemania     | 2  | 1  | 0  | 1  | 5  | 2  | +3 | 3   |
| 3    | 3     | Irlanda      | 2  | 1  | 0  | 1  | 3  | 3  | 0  | 3   |
| 4    | 1     | Países Bajos | 2  | 1  | 0  | 1  | 2  | 2  | 0  | 3   |
| 5    | 4     | Bélgica      | 2  | 1  | 0  | 1  | 1  | 1  | 0  | 3   |
| 6    | 2     | Croacia      | 2  | 1  | 0  | 1  | 2  | 3  | -1 | 3   |
| 7    | 7     | Suecia       | 2  | 1  | 0  | 1  | 2  | 4  | -2 | 3   |